# Alvania bartolomensis
Alvania bartolomensis är en snäckart som beskrevs av Bartsch 1917. Alvania bartolomensis ingår i släktet Alvania och familjen Rissoidae. Inga underarter finns listade i Catalogue of Life.